# Stachylina
Stachylina — рід грибів родини Harpellaceae. Назва вперше опублікована 1932 року.